# 瓦卢瓦尔地区圣索尔兰
瓦卢瓦尔地区圣索尔兰（法語：Saint-Sorlin-en-Valloire，發音：[sɛ̃ sɔʁlɛ̃ ɑ̃ valwaʁ]）是法国德龙省的一个市镇，位于该省北部，属于瓦朗斯区。

## 地理
瓦卢瓦尔地区圣索尔兰（45°17'21"N, 4°57'5"E）面积26.5 平方千米，位于法国奥弗涅-罗讷-阿尔卑斯大区德龙省，该省份为法国东南部内陆省份，北起顺时针与伊泽尔省、上阿尔卑斯省、上普罗旺斯阿尔卑斯省、沃克吕兹省和阿尔代什省接壤。
与瓦卢瓦尔地区圣索尔兰接壤的市镇（或旧市镇、城区）包括：阿内龙、加洛尔新堡、埃皮努兹、欧特里沃、芒特、瓦卢瓦尔地区莫拉斯。
瓦卢瓦尔地区圣索尔兰的时区为UTC+01:00、UTC+02:00（夏令时）。

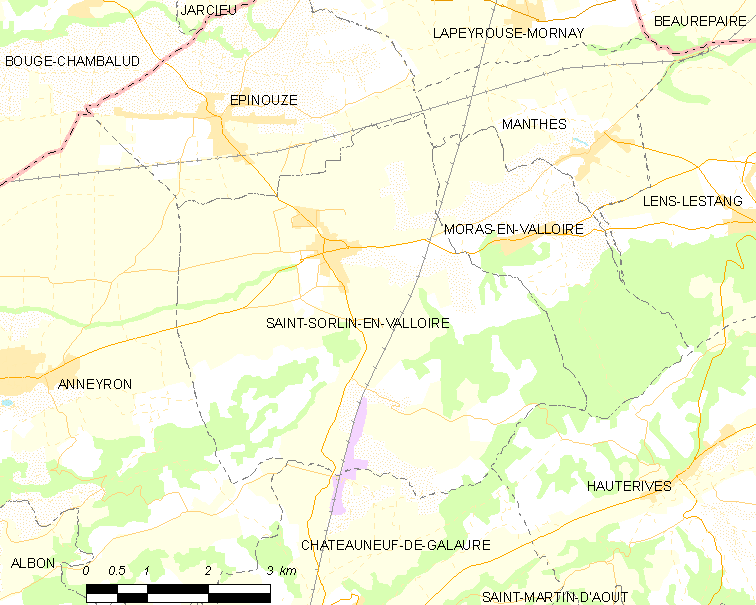
瓦卢瓦尔地区圣索尔兰的OSM定位图

## 行政
瓦卢瓦尔地区圣索尔兰的邮政编码为26210，INSEE市镇编码为26330。

## 政治
瓦卢瓦尔地区圣索尔兰所属的省级选区为丘陵德龙县。

## 人口

1962-2008年间瓦卢瓦尔地区圣索尔兰人口变化图示

瓦卢瓦尔地区圣索尔兰于2022年1月1日时的人口数量为2237人。